# بوراي
بوراي هوشسز (بالتركية: Buray Hoşsöz) (مواليد 15 يونيو 1984) هو مغني بوب قبرصي تركي.

## الألبومات
- 2015: 1 شيشه أشك
- 2016: ساهيدين
- 2018: كيهانيت
- 2020: ديلي كز
- 2021: باشكا هيكايلير

## أهم الأغاني
- İstersen
- Sen Sevda Mısın
- Kimsenin Suçu Yok
- Aşk mı Lazım
- Deli Divane
- Aşk Bitsin
- Kabahat Bende
- Aşka Extra'nı Kat
- Tac Mahal
- Kış Bahçeleri
- Rampapapam

## روابط خارجية
- بوراي على موقع ميوزك برينز (الإنجليزية)